# Robert Morrison (Missionar)

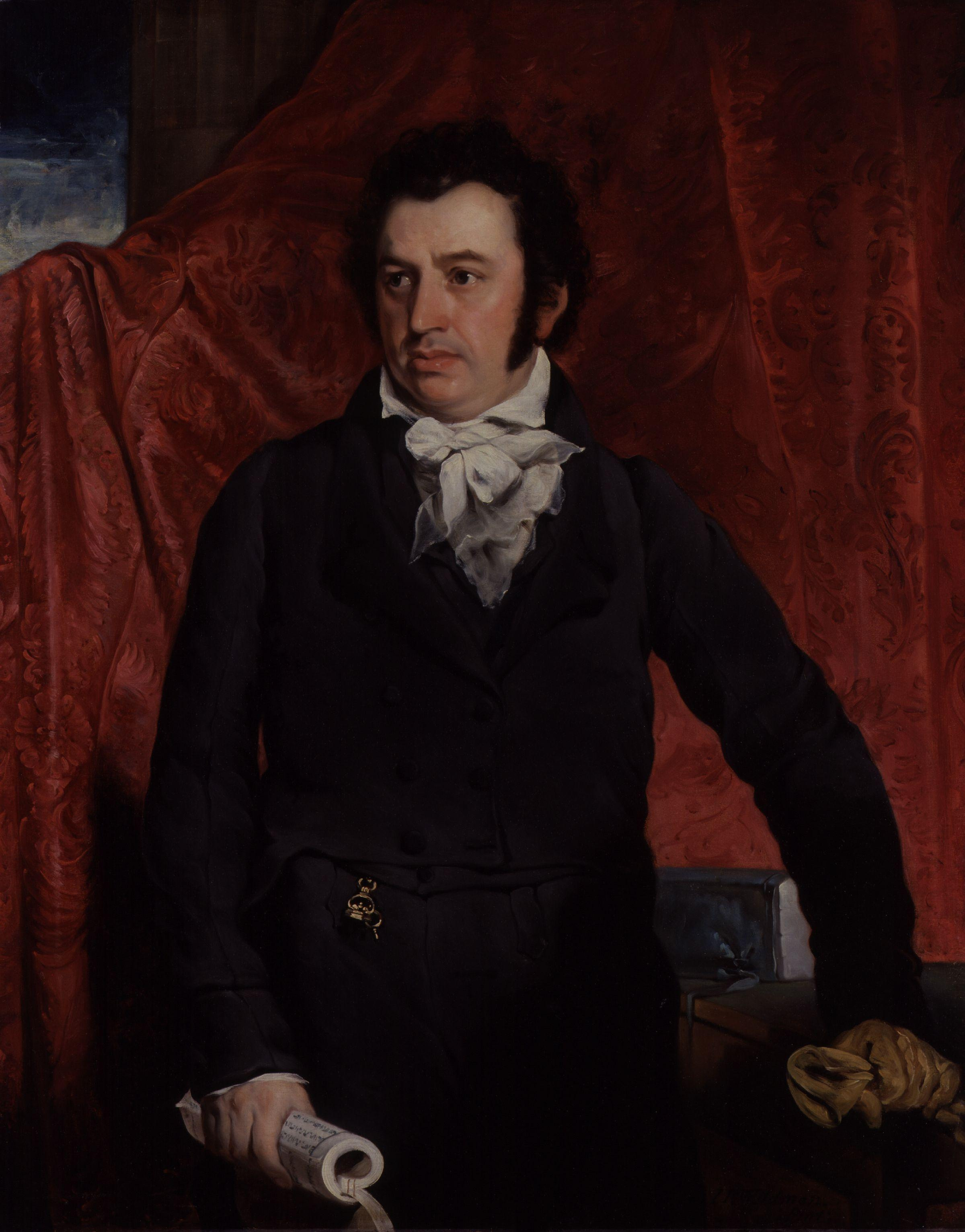
Robert Morrison

Robert Morrison (* 5. Januar 1782 in Bullers Green, Morpeth, Northumberland, England; † 1. August 1834 in Kanton, China) war ein schottischer Presbyterianer, Bibelübersetzer und der erste evangelische Missionar in China, der mit der London Missionary Society ins Land kam.

## Leben

### Kindheit, Jugend und Ausbildung
Morrison wuchs als jüngster Sohn von acht Kindern des schottischen Schuhmachers und Landwirts James Morrison und seiner Frau in Newcastle-upon-Tyne auf. Dort erhielt er bei seinem Onkel James Nicholson, der Lehrer war, eine rudimentäre Schulbildung und lernte mit 14 Jahren drei Jahre das Schuhmacherhandwerk seines Vaters. Schon als Jugendlicher beschäftigte er sich viel mit der Bibel und lernte darauf die Altsprachen Griechisch, Hebräisch und Lateinisch. Auch die Arbeit des baptistischen Missionars William Carey in Indien beeindruckte ihn sehr. 1798 schloss er sich nach einer persönlichen Bekehrung der presbyterianischen Kirche an, zu der bereits sein Vater gehörte, und 1802 oder 1804 starb seine Mutter. 1803 trat er in die kongregationalistische Hoxton Academy im Norden Londons ein, und 1804 begann er eine missionarische Ausbildung an der Missionsakademie in Gosport in Hampshire gegen den Willen seiner Familie. Dort war David Bogue, der Gründer der 1795 gegründeten London Missionary Society (LMS, deutsch: Missionsgesellschaft Londons) sein Hauptlehrer und Seminarleiter. Im Mai 1804 wurde Morrison von der LMS als Missionar für China angenommen, und er begann bei Yong Sam-tak die chinesische Sprache zu lernen, und im British Museum fand er eine anonyme Übersetzung der Evangelien in die chinesische Sprache, die er zu Lernzwecken transkribieren konnte. Zudem studierte er bei Doktor Blair am St. Bartholomew’s Hospital Medizin und bei Doktor Hutton am Royal Greenwich Observatory Astronomie. Am 8. Januar 1807 wurde er in der schottischen Presbyterianerkirche in der Swallow Street in London zum Pfarrer geweiht.

### Reise nach China
Da nur die East India Company von England nach China fuhr, die jedoch keine Missionare mitnahm, musste Morrison einen anderen Weg dorthin suchen. Am 31. Januar 1807 reiste er mit dem Schiff Remitance nach New York City, wo er am 20. April ankam. In Philadelphia erhielt er dann ein Empfehlungsschreiben an Carrington, den amerikanischen Konsul in Kanton. Am 12. Mai fuhr er mit dem Schiff Trident nach Macau, die portugiesische Kolonie, wo er am 4. September eintraf. An Land traf er auf den britischen Diplomaten George Thomas Staunton (1781–1859), der ihn auf die enormen Schwierigkeiten hinwies, die ihn erwarten würden, falls er als Missionar in China tätig werden wolle. Da auch in Macau protestantische Missionare nicht erwünscht waren, reiste Morrison sofort nach Kanton weiter, wo er am 7. September ankam. Ausländischen Kaufleuten war der Aufenthalt nur auf einem kleinen, sumpfigen Landstück in der Nähe des Perlflusses außerhalb der Stadtmauern von Kanton erlaubt. Dort gab es dreizehn Fabriken, wo die Ausländer tätig waren. Auf Vermittlung von Staunton kam Morrison vorerst bei zwei Amerikanern unter, einige Monate später zog er in einige Kellerräume einer alten französischen Fabrik.

### Arbeit in China
Sein großes Ziel war es, die Bibel ins Chinesische zu übersetzen. Dazu musste er ein literarisches Chinesisch erlernen, der gebildete Chinese Le Sȇensang half ihm dabei, wiewohl dieser nur den kantonesischen Dialekt sprach. Morrison gelang es trotzdem, sowohl den Mandarin- und den kantonesischen Dialekt als auch die geschriebene Sprache zu lernen und zu beherrschen. Er begann auch, chinesische Kleidung und einen Haarzopf zu tragen, sich einheimisch zu ernähren und nur noch Kontakte mit Chinesen zu pflegen, um seine Ablehnung als Ausländer abzumildern und die Chinesen besser zu verstehen. Am 1. Juni 1808 war Morrison gezwungen, sein Experiment in einfacher chinesischer Lebensweise wegen Krankheit abzubrechen und nach Macau zurückzukehren. Trotzdem schloss Morrison wenige Tage später die Transkription der über tausend Seiten des lateinischen und chinesischen Handschriftenwörterbuchs ab, das er aus London mitgebracht hatte. Nun nahm er ein chinesisch-englisches Wörterbuch in Angriff. Ende August kehrte er nach Kanton zurück, doch wenige Wochen später zwang ihn die antibritische Stimmung, Kanton zu verlassen und an Bord eines britischen Schiffes Zuflucht zu finden. Dadurch lernte er Mary Morton, eine Tochter des Doktors Morton, und heiratete sie am 20. Februar 1809 in Macau. Gleichzeitig bekam er einen Posten als Sekretär und Übersetzer bei der britischen Handelsniederlassung (englisch: East India Company, EIC) angeboten. Nun erhielt er ein Jahressalär von 500 Pfund und durfte offiziell in Kanton wohnen. 1812 wurde sein Jahreslohn auf 1000 Pfund erhöht.
1810 veröffentlichte er unter einem Pseudonym eine Auflage von 1000 Exemplaren der Apostelgeschichte in Chinesisch, die vor Ort in einer Holzschnittausgabe hergestellt werden konnte und 100 Pfund kostete. Auf den Druck bzw. die Herausgabe christlicher Literatur stand damals die Todesstrafe. Bereits 1811 konnte er das Lukasevangelium publizieren, 1812 einen Katechismus und die Lehren von Jesus. 1813 hatte er das Neue Testament vollständig übersetzt, das im Jahr darauf veröffentlicht werden konnte. Ebenfalls im Jahr 1814 konnte er den ersten bekehrten Chinesen taufen. Die East India Company brachte eine Druckmaschine samt dem Mechaniker P. P. Thoms nach Macau, wo auch Morrison seine säkularen Schriften drucken lassen konnte.
Im Sommer 1817 begleitete er den britischen Sonderbotschafter Lord Amherst als Sekretär und Übersetzer auf seiner missglückten Mission zum Kaiser nach Peking. Im gleichen Jahr verlieh ihm die University of Glasgow einen Doktortitel in Theologie für seine Verdienste als chinesischer Sprachforscher und Übersetzer. Mit seinem Mitstreiter William Milne, der mit seiner Frau am 4. Juli 1813 von der LMS gesandt und angekommen war, gründeten sie am 2. November 1818 das englisch-chinesische College in Malacca im heutigen Malaysia. 1819 hatte er auch die Übersetzung des Alten Testaments vollendet, wozu er 26 Bücher des Alten und 13 Bücher des Neuen Testaments selbst übersetzt hatte. Er griff auch auf bereits vorhandene anonyme Teilübersetzungen zurück, und William Milne übersetzte Teile des Alten Testamentes, trotzdem war die Herausgabe der chinesischen Bibel Morrisons Hauptverdienst. Nachdem er eine chinesische Grammatik publiziert hatte, konnte er nach acht Jahren Arbeit 1823 ein chinesisch-englisches Wörterbuch vollenden.
Seine Frau kehrte am 23. August 1820 nach Macau zurück, sie starb dort am 10. Juni 1821 und konnte auch auf dem neu entstandenen protestantischen Friedhof begraben werden. Am 2. November 1822 brach in Kanton ein großes Feuer aus, bei dem Tausende von Häusern zerstört wurden. Auch die britische Fabrik, in der Morrison gelebt und gearbeitet hatte, brannte nieder, und er war gezwungen, sich für kurze Zeit nach Macau zurückziehen. Am 17. Januar 1823 ging er nach Malacca, um das von ihm gegründete anglo-chinesische College zu besuchen. Er wurde im April zum Vizepräsidenten dieser Schule ernannt, und die von ihm übersetzte Bibel und Grammatik wurden dort gedruckt.

### Arbeit in England
Von Macau reiste Morrison am 6. Dezember 1823 mit einer Sammlung von einigen tausend chinesischen Büchern nach England zurück, die er nach zehnjähriger Zwischenlagerung bei der LMS der University College London übergeben konnte. Am 10. Februar 1824 wurde er Fellow der Royal Society, und am 14. Juni half er eine Sprachschule für Chinesisch in London zu etablieren, die jedoch wegen Misswirtschaft und mangelndem Interesse nur bis 1828 Bestand hatte. Er wurde zudem vorübergehend in den Vorstand der LMS berufen.

### Arbeit und Tod in China
Am 1. Mai 1826 kehrte er mit seiner zweiten Frau nach Guangzhou, in seine chinesische Heimat zurück. Sie kamen am 19. September in Macau an. Seine Frau blieb etwa sechs Jahre in China und kehrte am 14. Dezember 1832 wieder nach England zurück. Er übersetzte weiterhin Kirchenlieder, ein Gebetbuch (Book of Common Prayer), Traktate und theologische Artikel in die chinesische Sprache, ein Vokabular im kantonesischen Dialekt (1828), publizierte ein Buch über häusliche Anweisungen (1832) und gab eine chinesische Zeitschrift heraus (1833).
Im Sommer 1834 reiste Lord William John Napier (1786–1843), ein britischer Marineoffizier und Diplomat, als Superintendent nach China, um ein Handelsabkommen mit den kantonesischen Behörden abzuschließen. In Macau ernannte er Morrison zum Sekretär und Übersetzer im Rang eines Vizekonsuls und mit einem Jahresgehalt von 1300 Pfund. Nach der Ankunft in Kanton starb Morrison infolge Erschöpfung und Fieber am 1. August 1834 im Beisein seines Sohnes. Sein Epitaph liegt im Old Protestant Cemetery in Macau, der im 21. Jahrhundert Teil des Luís de Camões Garden ist, und hinter der nach ihm benannten Morrison Chapel liegt.
Zusammen mit dem deutschen Missionar Karl Gützlaff war er mit seinen Ideen und Vorgehensweisen einer der entscheidenden Wegbereiter des englischen Missionars Hudson Taylor und seiner China-Inland-Mission, die er 1865 gründete.

## Familie
Robert Morrison heiratete am 20. Februar 1809 in Macau Mary Morton. Am 5. März 1811 kam ihr Sohn James auf die Welt, der am gleichen Tag starb. Im Juli 1812 wurde Mary Rebecca geboren, und am 17. April 1814 der zweite Sohn John Robert. Mary starb 1821 in China an Cholera, sie hinterließ zwei Kinder, die damals sieben- und neunjährig waren. 1824 heiratete er Eliza Armstrong (1795–1874), und sie bekamen fünf Kinder.

## Nachlass und Ehrungen
- Seine Schriften, Auszüge seiner Briefe an seine Frau in England und seine Bücher werden seit 1837 und 1922 in der University College London aufbewahrt. Seine Buchsammlung umfasste ungefähr 15.000 Bände, davon waren mehr als 1.000 chinesische Werke dabei, die er von 1807 bis 1823 in China erworben hatte.[17]
- 1953 wurde die Morrison Academy in Taichung auf Taiwan nach ihm benannt.[18]

## Schriften (Auswahl)
- Sheng Lujia shi chuan fuyinshu 聖路加氏傳福音書 (The Gospel of St. Luke), Canton oder Macau 1811.
- Horae Sinicae: translations from the popular literature of the Chinese, Black and Parry, London 1812.
- Hsin-i-chao-shu, 1813.
- A Grammar of the Chinese Language, Mission Press, Serampore 1815.
- A dictionary of the Chinese language, East India Company's Press, P. P. Thoms, Macau; Black, Parbury and Allen, London 1815–1823 und London Mission Press, Schanghai 1865.
- Dialogues and detached sentences in the Chinese language: with a free and verbal translation in English, East India Company's Press, P. P. Thoms, Macau 1816.
- A view of China, for philological purposes: containing a sketch of Chinese chronology, geography, government, religion & customs, East India Company's press, P. P. Thoms, Macau; Black, Parbury and Allen, London 1817.
- A memoir of the principal occurrences during an Embassy from the British Government to the court of China in the year 1816, London 1819.
- Notices concerning China and the port of Canton: also a narrative of the affair of the English frigate Topaze 1821-22: with remarks on homicides, and an account of the fire of Canton, Mission Press, Malacca 1823.
- A grammar of the English language: for the use of the Anglo-Chinese College, East India Company's Press, Macau 1823.
- Shentian shengshu 神天聖書 (The Holy Bible), Anglo-Chinese College, Malacca 1823.
- China: a dialogue, for the use of schools: being ten conversations between a father and his two children concerning the history and present state of that country, James Nisbet, London 1824.
- Chinese Miscellany: consisting of original extracts from Chinese authors, in the native character; with translations and philological remarks, S. McDowall, London Missionary Society, London 1825.
- Vocabulary of the Canton dialect, East India Company's Press, G. J. Steyn, Macau 1828; mit neuer Einführung von Kingsley Bolton, University of Hongkong, Hongkong 2001, ISBN 1-86210-018-7.
- Lectures on the sayings of Jesus, Mission Press, Malacca 1832.
- Chu Maixiguo zhuan 出麥西國傳 (Exodus), übersetzt 1819, publiziert 1844.